# 도야마현 제2구
도야마현 제2구(일본어: 富山県第2区)은 일본의 중의원 선거구이다. 1994년 공직선거법이 개정되면서 신설되었다.

## 지역
- 도야마시
- 우오즈시
- 구로베시
- 나메리카와시
- 시모니카와군
- 나카니카와군